# 下塚誠
下塚 誠（しもつか まこと、1953年9月5日 - 2018年7月7日）は、日本の俳優。下塚 諒（読み同一）での活動歴もあり。本名、下塚 一二（しもつか かつじ）。
兵庫県神戸市出身。兵庫県立鈴蘭台高等学校、放送大学卒業。兵庫教育大学中退。柊企画、サン・プロモーション、エムスリーを経て、アイ コンティネンスに所属していた。

## 来歴・人物
大学受験のために上京したとき、劇団「東京小劇場」の関係者と知り合いとなったのをきっかけに、俳優養成所「東京新社タレント養成所」に入り、東京小劇場聴講生となる。劇団の公演やテレビドラマのゲスト出演を経て芸能事務所「柊企画」の所属となり、1974年に『スーパーロボット マッハバロン』（日本テレビ）のオーディションに合格。主人公・嵐田陽役で主役デビューを果たす。
1977年、関西テレビのテレビドラマ『志都という女』で主演の十朱幸代に思いを寄せる若者を演じて注目され、NHK銀河テレビ小説『昭和の青春シリーズ4 早春の光』で主演を務めたほか、フジテレビ『銭形平次』などのテレビドラマや映画『小説吉田学校』などに出演。1987年10月には演出・出演を兼ねる「求道塾」を結成し、1988年に旗揚げ公演『霊界通信・地獄物語』を上演。1976年のプロフィールでは、「芯が通った素直な青年」と評されており、今後の目標について「徐々に自分の居場所をつかんでいきます」と答えている。
特技は、油絵。趣味は、メディテーション。霊能宗教家の家に生まれ、自身、幼少期から強い霊感を持ち、「鎮魂法」という瞑想行を修得している。26歳で結婚し一男一女をもうけるも、のちに離婚。息子の下塚恭平（1979年8月17日 - ）は、ビーコンラボエンターティメントに所属して、俳優として活動していた。
2003年1月より、東京都町田市で飲食店「洋風居酒屋 レモンタイム」を経営していた。
2015年秋に咽頭がんを発症し手術、翌2016年には肺に転移。その後末期の肺がんを罹患していることを公表し、闘病生活を続けていたが、2018年7月7日、都内の病院で死去。64歳没。

## 出演

### テレビドラマ
- 大江戸捜査網（12ch→TX）
  - 第75話「おふくろ慕情」（1972年）
  - 第413話「暗殺者が狙う女の烙印」（1979年） - 新之助
  - 第430話「刺青芸者 皆殺しの謎」（1980年） - 辰次
  - 第475話「花吹雪炎に舞う一番纒」（1981年） - 三次
  - 第498話「姫君七変化道中」（1981年） - 菊千代
  - 第527話「大奥に棲む女夜叉」（1982年） - 家斉
  - 第556話「井戸掘り異聞 殺しの水脈」（1982年） - 丸林忠之進
  - 第639話「振り袖お玉 情炎ふたり旅」（1984年） - 京極飛彈守
  - 新 大江戸捜査網 第26話「さらば隠密同心」（1984年） - 柳生仙之助
- 太陽にほえろ!（NTV）
  - 第96話「ボスひとり行く」（1974年） - 三田村辰雄
  - 第148話「友情」（1975年） - 三沢俊彦
  - 第245話「刑事犬対ギャング犬」（1977年） - 山中
  - 第410話「捜査だけが人生じゃない」（1980年） - 久保勇
  - 第517話「落書き」（1982年） - 浦山浩
  - 第561話「12年目の真実」（1983年） - 川田医師
  - 第627話「感謝状」（1984年） - 太田信造
  - 第650話「山村刑事左遷命令」（1985年） - 奥寺運転手
  - 太陽にほえろ!PART2 第3話「老犬ムク」（1986年） - 獣医
- 大河ドラマ（NHK）
  - 勝海舟（1974年）[9]
  - 徳川家康（1983年） - 板倉重昌
  - 春の波涛（1985年） - 倉橋仙太郎
  - 独眼竜政宗（1987年） - 鹿子田和泉
  - 武田信玄（1988年） - 菅沼新八郎
  - 徳川慶喜（1998年） - 滝川播磨守具挙
  - 葵 徳川三代（2000年） - 松平重忠
- イナズマンF 第17話「青い瞳のインベーダー」（1974年、NET） - イグアス星人 ジェット
- 高校教師 第16話「危険な誘惑」（1974年、12ch） - アキラ
- スーパーロボット マッハバロン（1974年 - 1975年、NTV） - 主演・嵐田陽
- 特別機動捜査隊（NET）
  - 第715話「太陽が憎い」（1975年） - 九鬼晃
  - 第762話「若き17才哀歌」（1976年） - 徳武等
- 夜明けの刑事（TBS）
  - 第49話「就職の秋・人事課長殺人事件」（1975年） - 貝谷
  - 第60話「私の幸せは今日でおしまい!!」（1976年） - 関
  - 第105話「あたし幸せになれますか?」（1977年）
- 刑事くん（TBS）
  - 第3部 第30話「警察犬は知っていた」（1975年） - 信二
  - 第4部 第12話「乾杯はジュースで」（1976年） - 東孝行
- Gメン'75（TBS）
  - 第31話「男と女のいる特急便」（1975年） - 加納周二
  - 第59話「東京・沖縄縦断捜査網」（1976年） - 新里純
  - 第70話「ルンペン・銀行襲撃事件」（1976年） - 「GORO」従業員（弟）
  - 第93話「29の死神の手紙」（1977年） - 野沢
  - 第141話「団地奥様族の犯罪」（1978年） - 青木保
  - 第248話「警察の中に出た幽霊」（1980年） - 野島刑事
  - 第283話「オホーツク海の幽霊船（1980年） - 江尻三曹
  - 第305話「ノーパン喫茶殺人事件」（1981年） - 古川
  - 第320話「香港カラテ対北京原人」
  - 第321話「香港カラテ対北京原人PART2」（1981年）- 賀川大介
  - 第323話 「骸骨たちの海水浴」（1981年）- 賀川大介
  - 第330話「19歳の金髪美女強盗団」（1981年）- 賀川大介
- ポーラ名作劇場（NET→ANB）
  - 絣の花（1976年） - 北川真
  - 緑の夢を見ませんか?（1978年）
- 火曜日のあいつ 第14話「恐怖の地すべり! 飛び込んだ赤ちゃん」（1976年、TBS）
- 赤い衝撃 第12話「それは言えない! 幻の父」（1977年、TBS）
- 銀河テレビ小説（NHK）
  - 昭和の青春シリーズ4 早春の光（1977年） - 主演・酒匂基次
  - 旅びと（1982年） - 白樫
- 破れ奉行（1977年、ANB） - 皆川久蔵
- 志都という女（1977年、KTV） - 勉
- 連続テレビ小説（NHK）
  - 風見鶏（1977年 - 1978年）- 松浦正一
  - わかば（2005年）- 笠井功二
- 銭形平次（CX）
  - 第615話「雨の声」（1978年） - 幸助
  - 第626話「見習同心心得帳」 - 第665話「殉職・榊同心」（1978年 - 1979年） - 榊兵助
  - 第870話「はやり風邪」（1983年）
- ライオン奥様劇場 / まどう（1979年、CX） - 広瀬一郎
- コメットさん 第43話「初恋の人ウルトラマン」（1979年、TBS） - タロウ（ウルトラマンタロウの人間体）
- 東芝日曜劇場 / 神戸・元町 おもかげ通り（1979年、MBS）
- 騎馬奉行 第4話「狐狩り伝説 皆殺しの村」（1979年、KTV）
- 鉄道公安官 第32話「サンタが列車でやってくる」（1979年、ANB）
- 同心部屋御用帳 新・江戸の旋風 第2話「山吹色は悪の色」（1980年、CX） - 木内栄之進
- 江戸の牙 第22話「女郎蜘蛛が泣いた」（1980年、ANB） - 佐吉
- 大捜査線 第11話「入社式」（1980年、CX）
- 桃太郎侍 第183話「結びの神は桃太郎」（1980年、NTV / 東映） - 山内新之助
- 長七郎天下ご免! 第28話「おとこの誠に目を覚ませ!」（1980年、ANB / 東映）- 勘八
- 雪姫隠密道中記 第10話「身代り花嫁 危機一髪!! -岡山-」（1980年、MBS） - 伊助
- 傑作推理劇場 / 松本清張の駆ける男（1980年、ANB）
- 非情のライセンス 第3シリーズ 第8話「兇悪の天使・舞い降りた殺人」（1980年、ANB） - 風間修
- ポーラテレビ小説 / マリーの桜（1980年、TBS） - 岡野健介（後期）
- 噂の刑事トミーとマツ 第1シリーズ 第50話「トミマツもん絶! 花嫁が消えた」（1980年、TBS / 大映テレビ） - 健一郎
- 月曜スター劇場 / 竹とんぼ（1980年 - 1981年、NTV）
- 秘密のデカちゃん 第3話「昌子が同居、新婚家庭は北寒港」（1981年、TBS / 大映テレビ） - 岡村
- 江戸の用心棒 第2話「ある仇討ち」（1981年、CX / 東宝） - 新一郎
- 暁に斬る! 第14話「大江戸ゴッドファーザー」（1983年、KTV）
- 特捜最前線（ANB）
  - 第321話「11時まで待っていた女!」（1983年）
  - 第452話「遺書・指名手配113号の男!」（1986年） - 水尾洋一
- 外科医 城戸修平 最終話「いのち美しく」（1983年、TBS）
- ザ・サスペンス / 金田一耕助の傑作推理 第2作「ミイラの花嫁」（1983年、TBS）
- 新・松平右近 第12話「無縁坂に消えた男」（1982年、日本テレビ）- 源太
- 水戸黄門（TBS）
  - 第14部 第2話「悪を斬る! 白狐の剣 -郡山-」（1983年） - 音三
  - 第25部 第27話「父を殺した男の真実 -高田-」（1994年） - 稲葉正通
  - 第28部 第3話「箱根の山で敵討ち -箱根-」（2000年） - 井伊直興
  - 第29部 第14話「鬼オヤジの目に涙 -井波-」（2001年） - 前田綱紀
  - 第30部 第12話「古都に消えた! 双子の秘密 -京-」（2002年） - 近衛関白
  - 第31部 第7話「格も迷惑意地っ張り母娘 -宮-」（2002年） - 瑞穂屋六右衛門
  - 第32部 第8話「決戦! 加賀百万石 -金沢-」（2003年） - 前田綱紀
  - 第39部 第14話「悪事をあばく今昔の恋 -宮崎-」（2009年） - 佐竹喜八郎
- 12時間超ワイドドラマ / 若き血に燃ゆる〜福沢諭吉と明治の群像（1984年、TX）
- 暴れん坊将軍（ANB）
  - 暴れん坊将軍II
    - 第46話「金襴緞子の罠を撃て!」（1984年） - 竹井鉄之進
    - 第88話「お上に怨みの逃がし屋稼業!」（1984年） - 久米幸次郎
    - 第163話「のぞきは下手な鬼同心!」（1986年） - 治平次

  - 暴れん坊将軍III 第52話「め組に届けられた赤ん坊」（1989年） - 青木新三郎
- 遠山の金さん※高橋英樹版
  - 第1シリーズ 第123話「尼僧物語・禁じられた灼熱の恋!」（1984年、ANB / 東映）- 丈吉
- 流れ星佐吉 第9話「大揺れの女心」（1984年）
- ああ嫁姑II（1985年、MBS）
- 土曜ワイド劇場（ANB）
  - 松本清張の高台の家（1985年）
  - レイプ囚に愛された女 誘惑! 復讐! 白い肌の殺人依頼（1985年）
  - 家政婦は見た! 第3作「エリート家庭のあら探し 結婚スキャンダルの秘密」（1985年） - 氏家一郎
  - 探偵・神津恭介の殺人推理 第3作「魔笛に魅せられた女」（1985年） - 原口シゲル
  - 京都新婚旅行殺人事件（1986年）
  - 白衣の複合殺人（1987年）
  - 金田一耕助 第3作「三つ首塔」（1988年）
  - ホテル大火災の殺人トリック!（1990年） - 清洲橋署刑事
  - マリンスポーツクラブ 女たちの華麗な闘い!（1992年） - 西沢エイサク
  - 森村誠一の終着駅シリーズ 第9作「駅」（1998年） - 小出孝之
  - 車椅子の弁護士・水島威 第6作「裏窓からのぞかれた殺人事件」（1999年） - 町田裕一
  - 高橋英樹の船長シリーズ
    - 第12作「殺意の密室航路」（2000年） - 北川正人
    - 第13作「豪華フェリー殺人事件」（2002年） - 石野光一

  - タクシードライバーの推理日誌 第16作「完全犯罪への抜け道」（2002年） - 秋津彰一
- 赤い秘密（1985年、TBS）
- 私鉄沿線97分署 第49話「クロワッサンは罪の味!?」（1985年、ANB） - 関谷
- 迷宮課刑事おみやさん 第12話「5年前の未亡人焼身自殺事件が今日…!」（1985年、ANB） - 江口カズヒコ
- 誇りの報酬 第9話「オホーツク悲歌」（1985年、NTV） - 湯原礼次
- 月曜ワイド劇場 / イッキ! イッキ! 東大へ! （1985年、ANB）
- 新大型時代劇（NHK）
  - 真田太平記（1985年 - 1986年） - 直江兼続
  - 武蔵坊弁慶（1986年） - 今井兼平
- 木曜ドラマストリート / 展望車殺人事件（1986年、CX）
- 火曜サスペンス劇場（NTV）
  - 夫を殺された二人の女（1986年）
  - 女弁護士・高林鮎子 第6作「船岡発普通列車、無縁坂の女」（1989年） - 成瀬三郎
  - ぬくもり（2000年） - 宮内
  - 警視庁鑑識班 第11作（2001年） - 後藤直之
  - 弁護士・朝日岳之助 第19作「死亡時刻の罠」（2003年） - 渋谷東署刑事
- 金曜女のドラマスペシャル / 矢村麻沙子シリーズ ガラスの棺（1986年、CX） - 沢木
- ザ・ドラマチックナイト / スキャンダル 美しき脅迫者（1987年、TBS）
- 年末大型時代劇スペシャル（日本テレビ）
  - 田原坂（1987年） - 有馬新七
  - 奇兵隊（1989年） - 有馬新七
- 三匹が斬る!（ANB）
  - 三匹が斬る! 第3話「仇打ちの、乙女も愛でよ秋花火」（1987年）
  - また又・三匹が斬る! 第10話「摩訶不思議、恋の行方と肉付面」（1991年） - 沖田敬之進
- 長七郎江戸日記 第2シリーズ（日本テレビ）
  - 第6話「春遠からじ」（1988年） - 栄三郎
  - 第47話「蘇える面影」（1989年） - 橋本新之丞
- NEWジャングル 第13話「183人の犠牲」（1988年、NTV） - 松山
- もっとあぶない刑事 第20話「迷惑」（1989年、NTV） - 金子
- 勝手にしやがれヘイ!ブラザー 第2話（1989年、NTV） - 幸田
- 名奉行 遠山の金さん（ANB）
  - 第2シリーズ 第24話「さらば金さん、打ち首獄門!?」（1989年） - 仁助
  - 第5シリーズ 第29話「満月の夜に人妻が襲われる!」（1993年） - 彦次郎
  - 第7シリーズ 第6話「集団スリ 美しい未亡人裏の顔」（1995年） - 宗助
- 月影兵庫あばれ旅 第1シリーズ  第8話「殺したのは私じゃない」（1989年、TX） - 丸橋屋利三郎
- 鬼平犯科帳 第1シリーズ 第24話「引き込み女」（1990年、CX） - 佐兵衛
- 八百八町夢日記 第1シリーズ 第30話「生き別れ、思いの糸」（1990年、NTV）
- 花王ファミリースペシャル / 許せ妻たち（1990年、KTV） - 野崎
- はぐれ刑事純情派（ANB）
  - 第3シリーズ 第23話「転落した人妻・予備校ララバイ」（1990年）
  - 第4シリーズ 第18話「密室の犯罪・美しき女医の診察室」（1991年） - 小宮山邦彦
  - 第6シリーズ 第15話「怯える写真 夜の教室に立つ女」（1993年）
  - 第8シリーズ 第4話「不倫妻! 帰宅拒否症の男」（1995年）
  - 第9シリーズ 第22話「痴漢を殺害!? 三角関係の母娘」（1996年）
  - 第11シリーズ 第18話「復讐の国際電話! 愛を拭く女」（1998年）
- 鞍馬天狗 第二話「裏切り者に不覚の涙」（1990年） - 南郷左ェ門
- ママたちの受験戦争（1991年、CX）
- ご存知!旗本退屈男VI（1991年、ANB）
- 火曜ミステリー劇場 / 山村美紗スペシャル 花嫁は容疑者（1991年、ANB） - 西崎ジン
- 銭形平次 第1シリーズ 第12話「土蔵の中」（1991年、CX） - 佐七
- 刑事貴族2 第35話「病院へようこそ」（1992年、NTV）
- 江戸中町奉行所 第2シリーズ 第4話「花魁の肌は死の香り」（1992年、TX）
- 珠玉の女（1992年、YTV） - 渋川竜太郎
- 喧嘩屋右近 第1シリーズ 第7話「尼僧一人、八万石の大掃除」（1992年、TX）
- さすらい刑事旅情編V 第14話「京都琵琶湖の女・茶道家元をめぐる罠」（1993年、ANB）
- 父子鷹 第7話「日暮て野辺の送り」（1994年、NTV） - 大川丈助
- 殿さま風来坊隠れ旅 第20話「消えた大名行列?!」（1994年） - 土岐山城守
- 姫将軍大あばれ 第4話「夫婦涙の鯉のぼり」（1995年、TX）
- しきじきょうしつ（1996年、YTV）
- ブラザーズ 第9話「別れ」（1998年、CX）
- 青の時代 chap.3「希望という名の明日」（1998年、TBS）
- GTO 第1話「いち教師です」（1998年、KTV）
- Vの嵐（1999年、CX） - 松本昌三
- ドラマ30 / いばらの償い（2000年、MBS）
- 金曜エンタテイメント（CX）
  - 浅見光彦シリーズ 第10作「イーハトーブの幽霊」（2002年） - 郡池充
  - 突撃! おばちゃん探偵・伊集院さゆりの事件簿（2003年） - 片山部長
- 相棒 season1 第6話「死んだ詐欺師と女美術館長の指紋」（2002年、ANB） - 明和銀行支店長
- 御家人斬九郎 第5シリーズ 第6話「捨値五両」（2002年、CX） - 岩田与十郎
- ホットマン パート1（2003年、TBS） - 狩野
- 水曜ドラマ / 警視庁鑑識班2004 第7話「幻の女の詩集が明かした二重生活の真実」（2004年、NTV）
- 金曜時代劇 / 御宿かわせみ〜第二章〜 第9話「幽霊殺し」（2004年、NHK） - 安兵衛
- 越後怪談 (ホラー)　怪越壱「猫の目～CAT'S EYES」怪越弐「血塗られた合宿」（2016年、CTC） - 十日町誠教授

### 映画
- 続人間革命（1976年、東宝） - 酒田義一
- 大空のサムライ（1976年、東宝） - 辻井二飛曹[18]
- 赤穂城断絶（1978年、東映） - 間新六
- 翔べイカロスの翼（1980年、翼プロダクション） - 清水行雄（ドンケツ）
- 悪女かまきり（1983年、東映) - 橋本信吾
- 小説吉田学校（1983年、東宝） - 竹下登
- ノストラダムス戦慄の啓示（1994年、東映） - 医師・橘 役
- イルカに逢える日（1994年、ヒーロー）

### 舞台
- 華岡青洲の妻（1997年、中日劇場）

### ラジオドラマ
- 青春アドベンチャー（NHK-FM）
  - 邪鬼が来る（1997年） - 瓜生梅也
  - しゃばけ（2004年） - 藤兵衛、半右衛門
  - 神去なあなあ日常（2009年） - 村の男
- FMシアター（NHK-FM）
  - ミス キャスト（2003年）
  - さよならバースディ（2006年） - 吉岡刑事
  - 映画を聴きに行きませんか?（2013年） - 徳島和彦
  - 水の居る水槽（2013年）

### CM
- クボタ
- シャープ

## 著書
- 神の選択 - 終末への序曲（2010年、たま出版） ISBN 978-4-8127-0301-4